# Jyske Bank Boxen
Jyske Bank Boxen je víceúčelová sportovní hala, která se nachází v Herningu. Vnitřní prostor umožňuje konání mnoha druhů sportů včetně vodních a zimních. Kromě toho hala slouží jako kulturní zařízení s možností pořádání koncertů. Tuto halu využívá při koncertních turné mnoho zpěváků a hudebníků. V období od 4. do 20. května 2018 a od 9. do 25. května 2025 se zde pořádalo Mistrovství světa v ledním hokeji.

## Pořádané události

### Koncerty
První koncert zde odehrála zpěvačka Lady Gaga. Z dalších známých umělců zde vystupovali Prince, Linkin Park (2010), Kylie Minogue, Eric Clapton, Roger Waters, George Michael, Britney Spears, Red Hot Chili Peppers, Rihanna (2011), Rammstein, Backstreet Boys/New Kids on the Block (2012), One Direction, Bruce Springsteen, Pink, Peter Gabriel, Nephew, John Mayer, Volbeat, Depeche Mode (2013), Robbie Williams, Lady Gaga (2014), Queen + Adam Lambert, Katy Perry, Helene Fischer, Take That, Madonna (2015), Adele, 5 Seconds of Summer, Iron Maiden, Paul McCartney, Red Hot Chili Peppers (2016), John Mayer, Ariana Grande (2017), Metallica (2018).